# Ponapagonum
Ponapagonum is een geslacht van kevers uit de familie van de loopkevers (Carabidae). De wetenschappelijke naam van het geslacht is voor het eerst geldig gepubliceerd in 1970 door Darlington.

## Soorten
Het geslacht Ponapagonum omvat de volgende soorten:
- Ponapagonum dybasi Darlington, 1970
- Ponapagonum pairoti Darlington, 1970